# Добженцино
Добженцино (пол. Dobrzęcino) — село в Польщі, у гміні Кобильниця Слупського повіту Поморського воєводства.
Населення — 171 особа (2011).
У 1975-1998 роках село належало до Слупського воєводства.

## Демографія
Демографічна структура станом на 31 березня 2011 року:
|          | Загалом | Допрацездатний вік | Працездатний вік | Постпрацездатний вік |
| -------- | ------- | ------------------ | ---------------- | -------------------- |
| Чоловіки | 98      | 17                 | 75               | 6                    |
| Жінки    | 73      | 14                 | 49               | 10                   |
| Разом    | 171     | 31                 | 124              | 16                   |